# Саханович, Серафима Андреевна
Серафи́ма Андре́евна Сахано́вич (род. 9 февраля 2000, Санкт-Петербург, Россия) — российская фигуристка, выступающая в одиночном катании, победительница (2017) и серебряный призёр (2015) Warsaw Cup, победительница (2018) и серебряный призёр (2016) Tallinn Trophy, серебряный призёр Minsk-Arena Ice Star и Alpen Trophy (2018), двукратный серебряный призёр чемпионатов мира среди юниоров (2014, 2015) и финалов Гран-при среди юниоров (в сезонах 2013/2014 и 2014/2015), бронзовый призёр финала Кубка России 2016 года, победитель (2014), серебряный (2013) и бронзовый (2015) призёр первенства России среди юниоров. Мастер спорта России международного класса (2020).

## Карьера

### Ранние годы
Серафима Саханович начала заниматься фигурным катанием в 2007 году в 7 лет, что по меркам фигурного катания довольно поздно. В первенстве России среди юниоров дебютировала в 2012 году, заняв двенадцатое место. На Чемпионате России 2013 года стала серебряным призёром среди юниоров и заняла четвёртое место во взрослых соревнованиях.

### Сезон 2013/2014
На международных соревнованиях Саханович начала выступать в сезоне 2013/2014. Заняв четвёртое место на этапе Гран-при среди юниоров в Словакии, она одержала победу в Эстонии. Саханович прошла квалификацию на Финал Гран-при среди юниоров, где заняла итоговое второе место, уступив Марии Сотсковой.
На Чемпионате России 2014 года Саханович заняла шестое место среди взрослых и завоевала "золото" в юниорских соревнованиях, опередив Сотскову. На Чемпионате мира среди юниоров Саханович выиграла "серебро", уступив только Елене Радионовой.

### Сезон 2014/2015

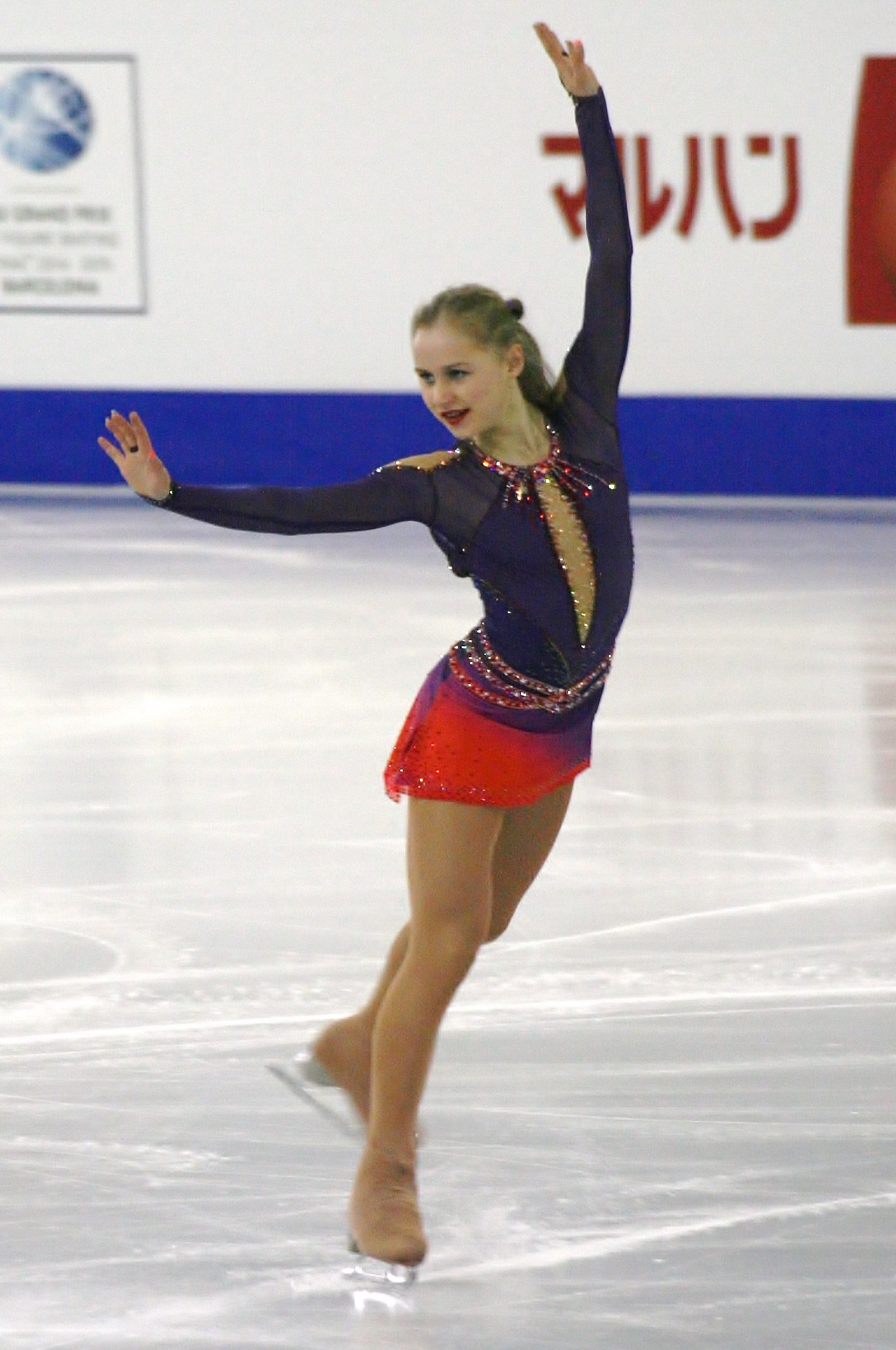
Саханович в Финале Гран-при среди юниоров 2014 года в Барселоне

Весной 2014 года Саханович приняла решение перейти в Москву к тренеру Этери Тутберидзе. На этапе Гран-при в Словении Серафима показала лучший для себя результат как в короткой, так и в произвольной программе, что позволило ей занять первое место по итогам каждой из программ. В Японии в короткой она была второй, но выиграла произвольную и заняла общее 1 место. Две победы на этапах юношеского Гран-при в сезоне 2014—2015 года обеспечили Серафиме участие в финале Гран-при. На финале юниорского Гран-при в Барселоне она оказалась второй. Через 2 недели на чемпионате России 2015 года она замкнула пятёрку ведущих фигуристок страны. На первенстве России среди юниоров финишировала на 3-м месте и отобралась на свой второй мировой юниорский чемпионат. В начале марта в Таллине она в сложной борьбе сумела во второй раз взять серебро.

### Сезон 2015/2016
В конце марта 2015 года Серафима вернулась к своему прежнему тренеру Алине Писаренко. Осенью Серафима готовилась выступить на юниорских этапах Гран-при, однако она последовательно снималась со стартов. Только на предпоследнем старте она появилась, но выступила не совсем удачно. С последнего в Хорватии она также снялась и притом сменила тренера. Она перешла к Евгению Рукавицыну. На первом же старте при новом тренере она на турнире в Австрии заняла четвёртое место. Далее последовало второе место на Кубке Варшавы. На национальном чемпионате выступила неудачно и была во второй половине таблицы. 21-23 января на юниорском чемпионате стала 17-й из-за четырёх падений.

### Сезон 2016/2017
Новый предолимпийский сезон Серафима начала в Германии на турнире Небольхорн, где она заняла шестое место. В октябре она выступала в соседней Финляндии на турнире Finlandia Trophy, выступление также было не совсем удачным. В середине октября российская фигуристка дебютировала на этапе Гран-при в Чикаго, где на Кубке Америки заняла место в середине турнирной таблице. В конце ноября Серафима выступала на Таллинском трофее, где заняла второе место. В конце декабря в Челябинске она на чемпионате России заняла двенадцатое место.

### Сезон 2017/2018
В конце сентября 2017 года она сменила тренера и перешла к Евгению Плющенко. Новый олимпийский сезон Серафима с новым тренером начала в конце октября на турнире серии «Челленджер» в Минске, где в упорной борьбе удержала второе место. В середине ноября выступила в Варшаве на Кубке города, на котором она в упорной борьбе сумела выиграть первое место. В конце ноября россиянка выступила на американском этапе Гран-при в Лейк-Плэсиде, где она финишировала в середине турнирной таблицы. На национальном чемпионате в середине декабря в Санкт-Петербурге Серафима закончила турнир в конце десятки.

### Сезон 2018/2019
Результатами сезона у Серафимы стали: 5-е место на турнире Bavarian Open 2019, второе место в середине ноября на турнире серии «Челленджер» Inge Solar Memorial - Alpen Trophy 2018 в Инсбруке (Австрия) и первое место на турнире серии «Челленджер» Tallinn Trophy 2018 в Эстонии с тремя личными рекордами (70,33 в короткой, 132,29 в произвольной программе и 202,62 по сумме). В национальном чемпионате этого сезона в Саранске в декабре Серафима участия не принимала.

### Сезон 2019/2020
В октябре 2019 года Серафима стала победительницей турнира Denis Ten Memorial Challenge. До 2020 года, Серафима тренировалась у Ангелины Туренко. По окончании чемпионата России, на котором Саханович заняла 12-е место, фактически завершила карьеру.

### Тренерская карьера
В начале 2020 года, продолжая восстановление после травмы, полученной при подготовке к чемпионату России, начала тренировать любителей на катках Санкт-Петербурга. Осенью 2020 года работала в труппе детского театра Елены Бережной.
Зимой 2021 года переехала работать детским тренером в Москву в клуб «Брайс». С осени 2021 года – детский тренер спортивного клуба «IceStart» (Красногорск).

## Спортивные достижения

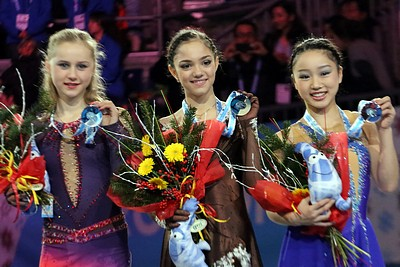
Призёры финала юниорского Гран-при 2014 (слева направо): Серафима Саханович (серебро), Евгения Медведева (золото), Вакаба Хигути (бронза)

| Соревнования                        | 11/12         | 12/13         | 13/14         | 14/15         | 15/16         | 16/17         | 17/18         | 18/19         | 19/20         |
| Международные                       | Международные | Международные | Международные | Международные | Международные | Международные | Международные | Международные | Международные |
| ----------------------------------- | ------------- | ------------- | ------------- | ------------- | ------------- | ------------- | ------------- | ------------- | ------------- |
| Этапы Гран-при: Skate America       |               |               |               |               |               | 7             | 5             |               |               |
| Этапы Гран-при: Skate Canada        |               |               |               |               |               |               |               |               | 8             |
| Челленджеры. Alpen Trophy           |               |               |               |               |               |               |               | 2             |               |
| Челленджеры. Finlandia Trophy       |               |               |               |               |               | 8             |               |               |               |
| Челленджеры. Ice Challenge          |               |               |               |               | 4             |               |               |               |               |
| Челленджеры. Minsk-Arena Ice        |               |               |               |               |               |               | 2             |               |               |
| Челленджеры. Nebelhorn Trophy       |               |               |               |               |               | 6             |               |               |               |
| Челленджеры. Tallinn Trophy         |               |               |               |               |               | 2             |               | 1             |               |
| Челленджеры. Warsaw Cup             |               |               |               |               | 2             |               | 1             |               | 4             |
| Bavarian Open                       |               |               |               |               |               |               |               | 5             |               |
| Denis Ten Memorial                  |               |               |               |               |               |               |               |               | 1             |
| Международные среди юниоров         |               |               |               |               |               |               |               |               |               |
| Чемпионаты мира среди юниоров       |               |               | 2             | 2             |               |               |               |               |               |
| Финалы юниорского Гран-при          |               |               | 2             | 2             |               |               |               |               |               |
| Этапы юниорского Гран-при: Хорватия |               |               |               |               | WD            |               |               |               |               |
| Этапы юниорского Гран-при: Эстония  |               |               | 1             |               |               |               |               |               |               |
| Этапы юниорского Гран-при: Япония   |               |               |               | 1             |               |               |               |               |               |
| Этапы юниорского Гран-при: Словакия |               |               | 4             |               |               |               |               |               |               |
| Этапы юниорского Гран-при: Словения |               |               |               | 1             |               |               |               |               |               |
| Этапы юниорского Гран-при: Испания  |               |               |               |               | 7             |               |               |               |               |
| Volvo Open Cup                      |               |               | 1             |               |               |               |               |               |               |
| Национальные                        |               |               |               |               |               |               |               |               |               |
| Чемпионаты России                   |               | 4             | 6             | 5             | 10            | 12            | 9             |               | 12            |
| Финалы Кубка России                 |               |               |               |               | 3             | 6             |               | 11            |               |
| Первенство России среди юниоров     | 12            | 2             | 1             | 3             | 17            |               |               |               |               |
| Этапы Кубка России. I этап          | 6 юн.         | 1             |               |               |               |               |               | 5             | 2             |
| Этапы Кубка России. II этап         |               | 1             |               |               |               |               | 4             |               |               |
| Этапы Кубка России. III этап        | 1 юн.         | 1 юн.         |               | 2             |               |               |               | 4             |               |
| Этапы Кубка России. IV этап         |               | 2 юн.         | 1 юн.         | 1             | 3             | 5             | 5             |               |               |
| Этапы Кубка России. V этап          |               |               |               |               | 1             |               |               |               | 2             |
| WD = снялась с соревнований         |               |               |               |               |               |               |               |               |               |